# Rix FM
Rix FM (stiliserat RIX FM) är ett nationellt kommersiellt radionätverk. Kanalen sänds över hela Sverige från 1 augusti 2018. Idag når stationen ca 1,1 miljon unika lyssnare varje dag och ca 3,1 miljoner unika lyssnare i veckan. Nätverket drevs av MTG, men drivs numera av Viaplay Group.

## Historia
Rix FM startade sina sändningar 1993 under namnet Radio Rix. Den 29 januari 1996 gick Radio Rix samman med dåvarande Z-Radio som bytte namn till Sveriges nya radio P6.
Den 1 september 2004 tog Rix FM över NRJs sändningar på frekvenser i Blekinge, Dalarna, Gotland, Småland, Öland, norra Bohuslän, Skövde, Södertälje och Uppsala. Övriga NRJ-stationer utanför storstäderna började systerstationen Lugna Favoriter sända över. I och med sändningsstarten den 10 juli 2005 på Radio Matchs före detta frekvenser i Östergötland finns kanalen nu i alla svenska län. Under några år sände MTG även en estländsk version, kallad Star FM. Stationen finns fortfarande kvar men är inte längre ägd av MTG.
Den 1 januari 2013 bytte NRJ samarbetspartner till SBS Radio, vilket innebar att Rix FM försvann från vissa orter i landet. Under slutet av 2017 förvärvade MTG en nationell radiolicens. Från 1 augusti 2018 hörs Rix FM i hela Sverige på helt nya frekvenser, de gamla frekvenserna gick till konkurrenten NRJ. Efter en massiv marknadsföringskampanj förflyttade Rix FM ca 3,1 miljoner veckolyssnare på knappt 10 dagar. Efter ytterligare 4 veckor kom Rix FM ikapp konkurrenten Mix Megapol som fram till dess, med sitt större nätverk, abonnerat på 1:a platsen sedan 2013.

## Rix Morronzoo
Rix Morronzoo är kanalens morgonprogram som haft flera olika sammansättningar. Jesse Wallin och Martin Loogna var de första programledarna i slutet på 90-talet. Programmet hade sin peak under mitten av 2000-talet med Roger Nordin, Titti Schulz och Gert Fylking.

## Rix Topp 6 klockan 6
Rix Topp 6 klockan 6 är en daglig topplista som sänds på Rix FM. I tävlingen ligger sex låtar på en lista. Varje vardag finns det tre utmanare som ska försöka ta sig in på listan. Programmet brukar hålla på i ungefär 45-50 minuter. Det börjar klockan 18.00 (6), det är därför som programmet heter Rix Topp 6 klockan 6. Programmet har letts av många olika programledare, bland annat Christian Hedlund, Erik Wedberg, Roger Nordin, Anders Svensson, Peter Miljateig, Suzanne Härten, Daniel Ollhage, Miklo Håkansson, Nina Börstad och Johannes Johansson, Ola Lustig, men leds just nu av Johan Svengberg.

## Rix FM Festival

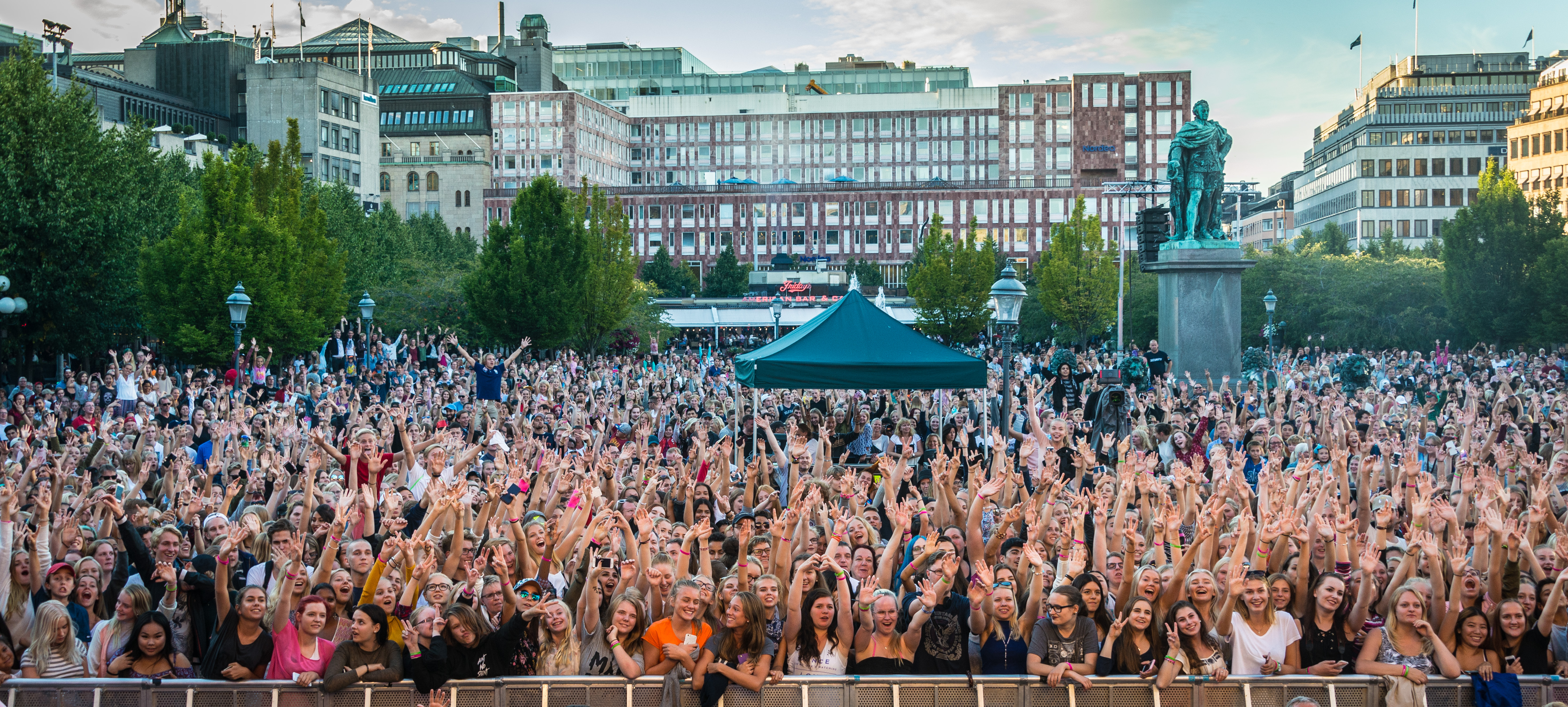
Rix FM Festival.

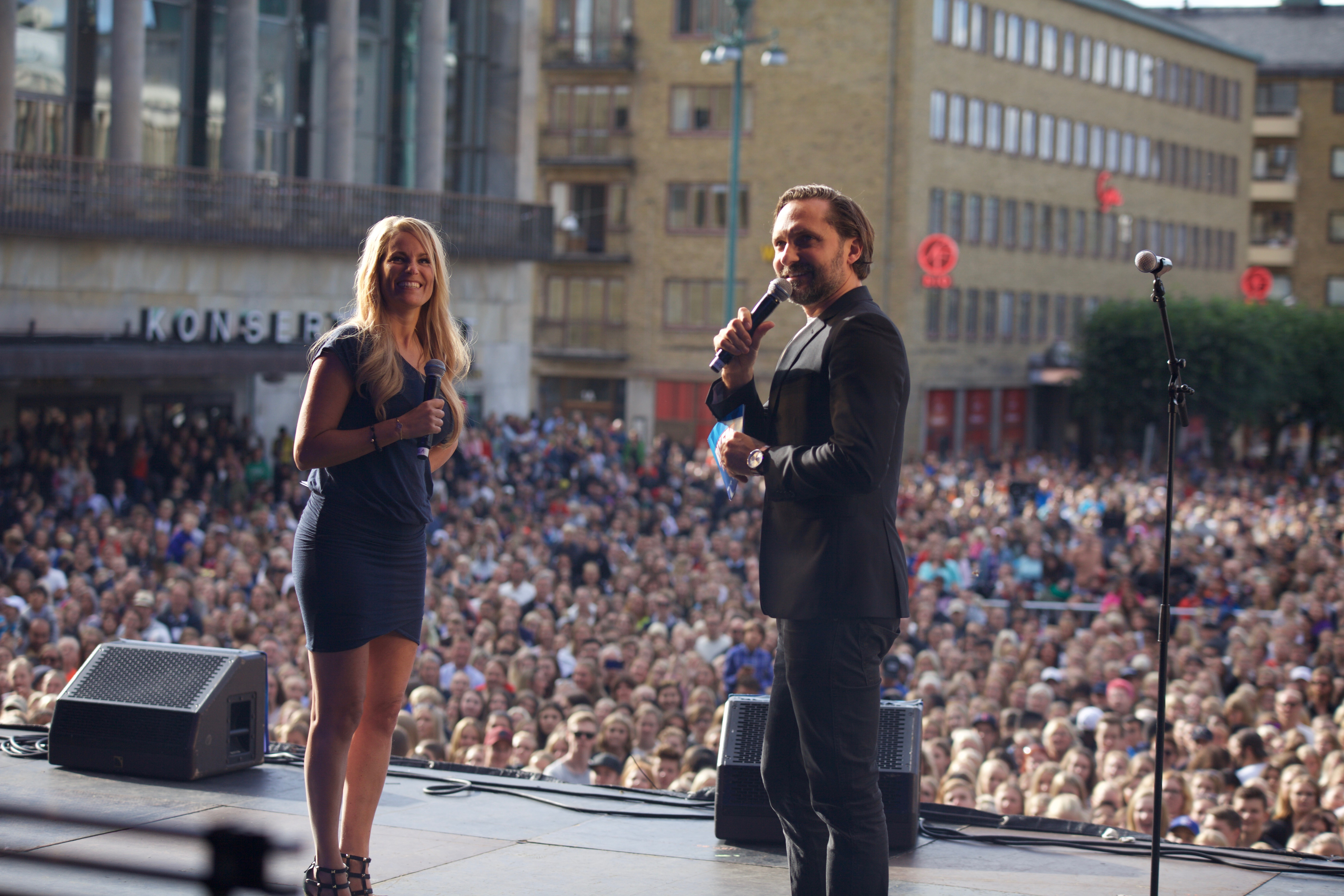
Rix Morronzoo på Rix FM Festival.

Rix FM Festival är en årligen återkommande turné med fri entré. Festivalen hade premiär år 2000. Här varvas svenska artister med internationella akter så som Jason Derulo, Magic, Anne-Marie och Ed Sheeran. Rix FM Festival är Sveriges största festival och nådde 12 städer med över 240 000 besökare 2018.